# Phare de Carleton
Le phare de Carleton est une ancienne station d'aide à la navigation de la Baie des Chaleurs située à Carleton-sur-Mer en Gaspésie–Îles-de-la-Madeleine au Québec (Canada).
Le phare actuel est une réplique construite en 1984 de la tour installée sur ce site en 1911 en remplacement du phare d'origine allumé en 1872.

## Histoire
Le phare de Carleton est allumé en 1872, il dispose d'une tour en bois édifiée à la pointe Tracadegache à l'extrémité de l'une des deux pointes sableuses du barachois de Carleton. Il est remplacé en 1911 par une nouvelle tour en bois de 9,6 mètres de hauteur. La tour de 1911 est détruite en 1970 pour être remplacée par une structure légère à claire-voie. Le phare est éteint vers 1980.

## Patrimoine
En 1984, une réplique de la tour de 1911 est construite et installée sur le site de l'ancien phare à la pointe Tracadegache.